# トゥルィ
トゥルィ（古東スラヴ語: Туръ、ベラルーシ語: Тур、ロシア語: Тур）は、10世紀末のトゥーロフ（現ベラルーシ・トゥーラウ）の支配者として、年代記に記述されている人物である。

## 概要
『原初年代記』の980年の項には、「海を越えてやってきたログヴォロド(ru)は、ポロツクで権力をもち、トゥルィはトゥーロフで権力をもっていた。トゥーロフの名はトゥルィの名によるものである。」という主旨の記述がある。また、16世紀に編纂された『ウスチュグ年代記全書』(ru)では、トゥルィはログヴォロドの兄弟と称されている。これ以外の年代記には、トゥルィに関する記述はない。
ヴァシリー・タチーシチェフ(ru)、ヴァシリー・クリュチェフスキー、ウラジーミル・ザヴィトネヴィチ(ru)らの研究者は、年代記において、実在の人物であるログヴォロドと並んで、トゥルィの名が記述されていることを根拠として、トゥルィを実在の人物とみなしている。一方、アレクセイ・シャフマトフ(ru)、ミトラファン・ドウナル=ザポリスキ(be)などの研究者は、年代記の記述は、トゥーロフの名の由来に関する伝説を伝えるものであるとみなし、トゥルィを伝説上の人物とみなしている。
ピョートル・ルィセンカ(be)は、この、地生えの公であるトゥルィの名は、「Тур」を語根とするスラヴ語派の地名と通じるものであり、都市・トゥーロフの名は、実在の人物の名に伴って命名されたものであるとみなしている。
トゥルィが実在の人物であるかどうかについては、いまだ決定的な論述はない。しかし、もし、トゥルィが実在の人物であるならば、ポロツクの最初の公とされるログヴォロドと共に、公として、ベラルーシ国家の根底を築いた最初期の人物ということになる。